# Lawal Ismail
Lawal Adebowale Ismail (sinh ngày 5 tháng 9 năm 1991) là một cầu thủ bóng đá người Nigeria thi đấu cho Assyriska FF ở vị trí tiền vệ. Anh cũng mang quốc tịch Thụy Điển.